# Lista de monarcas britânicos por tempo de reinado
Esta é uma lista de monarcas britânicos por tempo de reinado, ordenada pela quantidade exata de anos e dias que reinaram sobre o Reino Unido da Grã-Bretanha e Irlanda do Norte (1927–presente), Reino Unido da Grã-Bretanha e Irlanda (1801–1927) e Reino da Grã-Bretanha (1707–1801).
Em 9 de setembro de 2015, Isabel II tornou-se a monarca britânica de mais longo reinado ao ultrapassar a marca histórica de sua tetravó, Vitória. Em 6 de fevereiro de 2017, Isabel II quebrou outra marca ao se tornar a primeira monarca britânica a celebrar um Jubileu de Safira em comemoração aos seus 65 anos de reinado. Em 2022, a monarca tornou-se a primeira da história de seu país e uma dos quatro soberanos na história do mundo a ultrapassar sete décadas de reinado. Isabel II reinou por 70 anos, 7 meses e 2 dias.

## Lista de monarcas
| #  | Monarca      | Início de reinado      | Fim de reinado         | Duração                     |
| -- | ------------ | ---------------------- | ---------------------- | --------------------------- |
| 1  | Isabel II    | 6 de fevereiro de 1952 | 8 de setembro de 2022  | 70 anos, 7 meses e 2 dias   |
| 2  | Vitória      | 20 de junho de 1837    | 22 de janeiro de 1901  | 63 anos, 7 meses e 2 dias   |
| 3  | Jorge III    | 25 de outubro de 1760  | 29 de janeiro de 1820  | 59 anos, 3 meses e 4 dias   |
| 4  | Jorge II     | 11 de julho de 1727    | 25 de outubro de 1760  | 33 anos, 3 meses e 14 dias  |
| 5  | Jorge V      | 6 de maio de 1910      | 20 de janeiro de 1936  | 25 anos, 8 meses e 14 dias  |
| 6  | Jorge VI     | 11 de dezembro de 1936 | 6 de fevereiro de 1952 | 15 anos, 1 mês e 26 dias    |
| 7  | Jorge I      | 1 de agosto de 1714    | 11 de junho de 1727    | 12 anos, 10 meses e 10 dias |
| 8  | Jorge IV     | 29 de janeiro de 1820  | 26 de junho de 1830    | 10 anos, 4 meses e 28 dias  |
| 9  | Eduardo VII  | 22 de janeiro de 1901  | 6 de maio de 1910      | 9 anos, 3 meses e 14 dias   |
| 10 | Ana          | 1 de maio de 1707      | 1 de agosto de 1714    | 7 anos e 3 meses            |
| 11 | Guilherme IV | 26 de junho de 1830    | 20 de junho de 1837    | 6 anos, 11 meses e 25 dias  |
| 12 | Carlos III   | 8 de setembro de 2022  | No cargo               | 2 anos, 6 meses e 6 dias    |
| 13 | Eduardo VIII | 20 de janeiro de 1936  | 11 de dezembro de 1936 | 10 meses e 21 dias          |